# José Lifante
José Lifante, né le 3 juin 1943 à Barcelone (Espagne) et mort le 16 janvier 2024 à Madrid (Espagne), est un acteur espagnol. Il a été actif au théâtre, au cinéma et à la télévision.

## Biographie
José Lifante meurt d'un caillot de sang à Madrid le 16 janvier 2024, à l'âge de 80 ans.

## Filmographie (sélection)

### Au cinéma
- 1974 : Le Massacre des morts-vivants
- 1976 : Cuando los maridos se iban a la guerra
- 1977 :  Tiempos duros para Drácula (es) de Jorge Eduardo Mauceri (sous le nom de « George Darnell »)
- 1978 : Un papillon sur l'épaule :  commissaire
- 1979 : Joséphine ou la Comédie des ambitions
- 1981 : Patrimoine national :  Goyo
- 1982 : Panique :  sergent O'Brien
- 1986 : Dragon Rapide :  Camarero
- 1992 : El largo invierno
- 1995 : Fiesta
- 1996 : Le Chien du jardinier :  Octavio
- 1988 : Les Aventures du baron de Münchausen : Dr. Death
- 2001 : Dagon :  réceptionniste d'hôtel
- 2008 : La conjura de El Escorial

## Récompenses et distinctions
- (en) José Lifante: Awards, sur l'Internet Movie Database